# Dilao
Dilao war in der Zeit der Herrschaft der Spanier um 1600 eine Siedlung von 3000 Japanern im Bezirk Paco von Manila. Der Name stammt möglicherweise von dem Tagalog-Wort für gelb, „dilaw“.
Viele der Bewohner hatten wegen ihres christlichen Glaubens Japan verlassen und trafen am 21. Dezember 1614 ein, geführt von dem japanischen Samurai Takayama Ukon (nach der Taufe durch die Portugiesen: Dom Justo Takayama). Die Kolonie wurde von dem Seligen Luis Sotelo besucht. 
Die Japaner knüpften enge Handelsbeziehungen zu einer Anzahl von Küstensiedlungen – lange bevor die Spanier eintrafen. Die Japaner in Manila wurden dann unter die geistige Fürsorge der Franziskaner (OFM) gestellt. Eine Statue von Takayama steht noch heute in Manila.
Heute wird Dilao von der President-Quirino-Avenue durchquert. Ein Abzweig dieser Straße wurde zum Gedenken an die einst florierende japanische Gemeinde Plaza Dilao genannt.

## Weblink
- Plaza Dilao in History (englisch)

Koordinaten: 14° 34′ 51″ N, 120° 59′ 58″ O